# Mastadenovirus
Mastadenovirus, género de virus ADN de vertebrados de la familia Adenoviridae. Los humanos, mamíferos y vertebrados sirven como huéspedes naturales. Actualmente hay 45 especies en este género, incluyendo la especie tipo mastadenovirus humano C. El género en su conjunto incluye muchas causas muy comunes de infección humana, que se estima son responsables del 2-5% de todas las infecciones respiratorias, así como infecciones gastrointestinales y oculares. Los síntomas suelen ser leves.
Los tropismos específicos incluyen: los serotipos 3, 5 y 7: infecciones del tracto respiratorio inferior, los serotipos 8, 19 y 37: queratoconjuntivitis epidémica, los serotipos 4 y 7: enfermedad respiratoria aguda, los serotipos 40 y 41: gastroenteritis, el serotipo 14: puede causar infecciones por adenovirus potencialmente mortales.
El adenovirus canino 1 (CAdV-1) puede provocar la muerte de los cachorros, o la encefalitis en otras especies de carnívoros.